# Sección de Petanca del Real Madrid Club de Fútbol
La sección de Petanca del Real Madrid Club de Fútbol alcanzó su mejor momento en la década de los sesenta del siglo XX, aunque en la actualidad permanece extinta. Actualmente, los socios 178.654 y 223.456 como Alberto Cayuelas Cerdan y Alfonso Jesus Garceso  respectivamente pretenden reactivar la sección.

## Historia
Esta sección tuvo en la década de los sesenta del siglo XX su mejor momento, cuando conquistaría el título de Campeón de España de Clubes ganado en 1962 en Barcelona contra el equipo catalán C.P. Balboa.
Posteriormente se desarrolló en el marco de las nuevas instalaciones en el seno de la Ciudad Deportiva del Real Madrid, aunque lamentablemente fue suprimida junto al resto de secciones.

## Palmarés
- 1 Campeonato de España de Clubes 1ª Categoría

1962.

## Enlaces de interés
- Real Madrid Club de Fútbol
- Real Madrid de Baloncesto
- Secciones Históricas Desaparecidas del Real Madrid C. F. http://www.facebook.com/Secciones, en Facebook.